# 中国雅江集团
中国雅江集团有限公司是经中华人民共和国国务院批准于2025年7月19日组建的企业，注册地位于西藏自治区林芝市，由国务院国有资产监督管理委员会代表国务院履行出资人职责，列入国务院国有资产监督管理委员会履行出资人职责的企业名单。负责雅鲁藏布江下游水电工程建设运营。